# 針中野
針中野（はりなかの）は、大阪府大阪市東住吉区にある町名。現行行政地名は針中野一丁目から針中野四丁目。

## 地理
東住吉区の東部に位置し、東に中野、西に駒川、南に湯里、北に西今川と接している。

## 地名の由来
平安時代以来の歴史を持つと伝えられる当地の著名な中野鍼灸院に因み、同院を営む中野家が鉄道開通に尽力したことによる。中野鍼灸院江戸時代の『摂陽群談』などにも当地の名所として紹介されている。駅名は1923年（大正12年）に大阪鉄道が道明寺から天王寺間の路線（現：近鉄南大阪線）を開通させた際、針中野駅が作られた。1980年（昭和55年）に中野通、湯里町、東鷹合町、砂子町などの地名が再編された際に、針中野駅の駅名から取って針中野の地名が誕生した。

## 歴史

### 沿革
1980年（昭和55年）、大阪市東住吉区中野通1 - 2丁目・湯里町1 - 4丁目・東鷹合町1 - 3丁目の各一部と砂子町より、針中野1 - 4丁目成立。

## 世帯数と人口
2024年（令和6年）9月30日現在の世帯数と人口は以下の通りである。
| 丁目         | 世帯数    | 人口    |
| ------------ | --------- | ------- |
| 針中野一丁目 | 643世帯   | 1,064人 |
| 針中野二丁目 | 418世帯   | 798人   |
| 針中野三丁目 | 490世帯   | 862人   |
| 針中野四丁目 | 449世帯   | 798人   |
| 計           | 2,000世帯 | 3,522人 |

### 人口の変遷
国勢調査による人口の推移。
| 1995年（平成7年）  | 4,025人 | [ 7 ]  |  |
| 2000年（平成12年） | 3,958人 | [ 8 ]  |  |
| 2005年（平成17年） | 3,722人 | [ 9 ]  |  |
| 2010年（平成22年） | 3,585人 | [ 10 ] |  |
| 2015年（平成27年） | 3,396人 | [ 11 ] |  |
| 2020年（令和2年）  | 3,405人 | [ 12 ] |  |

### 世帯数の変遷
国勢調査による世帯数の推移。
| 1995年（平成7年）  | 1,698世帯 | [ 7 ]  |  |
| 2000年（平成12年） | 1,779世帯 | [ 8 ]  |  |
| 2005年（平成17年） | 1,784世帯 | [ 9 ]  |  |
| 2010年（平成22年） | 1,764世帯 | [ 10 ] |  |
| 2015年（平成27年） | 1,691世帯 | [ 11 ] |  |
| 2020年（令和2年）  | 1,764世帯 | [ 12 ] |  |

## 学区
市立小・中学校に通う場合、学区は以下の通りとなる。なお、小学校・中学校入学時に学校選択制度を導入しており、通学区域以外に東住吉区の小学校・中学校から選択することも可能。
| 丁目         | 番   | 小学校               | 中学校             |
| ------------ | ---- | -------------------- | ------------------ |
| 針中野一丁目 | 全域 | 大阪市立南百済小学校 | 大阪市立中野中学校 |
| 針中野二丁目 | 全域 | 大阪市立南百済小学校 | 大阪市立中野中学校 |
| 針中野三丁目 | 全域 | 大阪市立南百済小学校 | 大阪市立中野中学校 |
| 針中野四丁目 | 全域 | 大阪市立南百済小学校 | 大阪市立中野中学校 |

## 事業所
2021年（令和3年）現在の経済センサス調査による事業所数と従業員数は以下の通りである。
| 丁目         | 事業所数  | 従業員数 |
| ------------ | --------- | -------- |
| 針中野一丁目 | 40事業所  | 118人    |
| 針中野二丁目 | 23事業所  | 99人     |
| 針中野三丁目 | 80事業所  | 353人    |
| 針中野四丁目 | 33事業所  | 184人    |
| 計           | 176事業所 | 754人    |

## 交通

### 鉄道
- 大阪市高速電気軌道
  - 谷町線 駒川中野駅

### バス
2020年4月現在
- 大阪シティバス[16]
  - 3号系統：地下鉄駒川中野 - 針中野一丁目
  - 6号系統：湯里二丁目
- 北港観光バス[17]
  - 西田辺瓜破西線：針中野郵便局前

### 道路
- 大阪府道5号大阪港八尾線

## 施設
- 中井神社
- 東住吉針中野郵便局
- 針中野わくわく公園
- 針中野東公園

## その他

### 日本郵便
- 〒546-0011[3]（集配局：東住吉郵便局[18]）